# Apple M2
Apple M2 è la seconda generazione di system-on-a-chip (SoC) ARM progettato da Apple Inc. per ambiente Mac e iPad.
Realizzato con processo produttivo a 5 nm, contiene 20 miliardi di transistor ed è dotato di una CPU a 8 core, una GPU fino a 10 core e una NPU a 16 core.
Presentato alla WWDC del 6 giugno 2022, Apple M2 viene montato su MacBook Air 13" 2022, MacBook Air 15” 2023, MacBook Pro 13" 2022 e iPad Pro 2022.

## Caratteristiche

### CPU
L'Apple M2 è dotato di una unità di elaborazione centrale (CPU) a 8 core, di cui 4 "Avalanche", ad alte prestazioni, e 4 core "Blizzard", ad alta efficienza.
I core ad alte prestazioni possiedono:
- cache istruzioni L1 da 192 KB
- cache dati L1 da 128 KB
- cache condivisa L2 da 16 MB

I core ad alta efficienza hanno invece:
- cache istruzioni L1 da 128 KB
- cache dati L1 da 64 KB
- cache condivisa L2 da 4 MB

Il chip è inoltre dotato di una cache condivisa a livello di sistema con la GPU da 8 MB.

### GPU
Il chip M2 integra una unità di elaborazione grafica (GPU) da 10 core (o 8 core) progettata da Apple. Ogni core è diviso in 32 unità di esecuzione, ciascuna delle quali contiene 8 unità aritmetico-logiche (ALU). In totale l'M2 contiene 320 unità di esecuzione o 2560 ALU, con una prestazione massima di 3.6 TFLOP.

### NPU
L'M2 è inoltre dotato di una unità di elaborazione neurale (NPU) a 16 core in grado di eseguire 15.8 trilioni di operazioni al secondo.

### Memoria
L'M2 utilizza SDRAM LPDDR5 a 6.400 MT/s in una configurazione di memoria unificata condivisa da tutti i componenti del processore. I chip SoC e la RAM sono montati insieme in un design system-in-a-package. Sono disponibili configurazioni da 8 GB, 16 GB e 24 GB, con un bus di memoria a 128 bit e una larghezza di banda di 100 GB/s.

### Altri componenti
È presente un image signal processor (ISP), un controller PCIe, un Secure Enclave, e un controller USB4 che include il supporto alla tecnologia Thunderbolt 3.
I codec supportati su M2 includono 8K H.264, 8K H.265 (8/10bit, up to 4:4:4), 8K Apple ProRes, VP9, e JPEG.
La componentistica di Apple M2 è la seguente:
| CPU Avalanche (3,20 GHz) | CPU Avalanche (3,20 GHz) | CPU Blizzard (2,00 GHz) | CPU Blizzard (2,00 GHz) | UMA (4/8/12 GB) |
| 192+128 KB               | 192+128 KB               | 128+64 KB               | 128+64 KB               | UMA (4/8/12 GB) |
| CPU Avalanche (3,20 GHz) | CPU Avalanche (3,20 GHz) | CPU Blizzard (2,00 GHz) | CPU Blizzard (2,00 GHz) | UMA (4/8/12 GB) |
| 192+128 KB               | 192+128 KB               | 128+64 KB               | 128+64 KB               | UMA (4/8/12 GB) |
| Cache 16 MB              | Cache 16 MB              | Cache 4 MB              | Cache 4 MB              |                 |
| GPU                      | GPU                      | GPU                     | GPU                     | UMA (4/8/12 GB) |
| GPU                      | GPU                      | GPU                     | GPU                     | UMA (4/8/12 GB) |
| GPU                      | GPU                      |                         |                         | UMA (4/8/12 GB) |
| NPU                      | NPU                      | NPU                     | NPU                     | UMA (4/8/12 GB) |
| NPU                      | NPU                      | NPU                     | NPU                     | UMA (4/8/12 GB) |
| NPU                      | NPU                      | NPU                     | NPU                     | UMA (4/8/12 GB) |
| NPU                      | NPU                      | NPU                     | NPU                     | UMA (4/8/12 GB) |

## Dispositivi
- (2022): MacBook Air 13"
- (2022): MacBook Pro 13"
- (2022): iPad Pro 11" (4ª generazione)
- (2022): iPad Pro 12,9" (6ª generazione)
- (2023): MacBook Air 15”
- (2023): Mac mini